# Chris Long
Christopher Howard Long (Santa Mónica, California, Estados Unidos, 28 de marzo de 1985) es un exjugador profesional de fútbol americano de la National Football League (NFL) que jugó en la posición de defensive end con los St. Louis Rams, New England Patriots y Philadelphia Eagles.

## Carrera deportiva
Chris Long proviene de la Universidad de Virginia y fue elegido en el draft de 2008, en la ronda número 1 con el puesto número 2 por el equipo St. Louis Rams.
El 18 de marzo de 2016, firmó un contrato de un año y $2 millones con los New England Patriots, con quienes ganó el Super Bowl LI.
El 28 de marzo de 2017, día de su cumpleaños 32, firmó un contrato por dos años con los Philadelphia Eagles, con los que ganó el Super Bowl LII.
Luego de 11 temporadas anuncio oficialmente su retiro de la NFL en mayo de 2019.

## Estadísticas generales
| Año    | Equipo | Juegos | Juegos | Tacleadas | Tacleadas | Tacleadas | Tacleadas | Balones sueltos | Balones sueltos | Balones sueltos | Intercepciones | Intercepciones | Intercepciones | Intercepciones | Intercepciones | Intercepciones |
| Año    | Equipo | G      | GS     | Comb      | Total     | Ast       | Sack      | FF              | FR              | Yds             | Int            | Yds            | Avg            | Lng            | TD             | PD             |
| ------ | ------ | ------ | ------ | --------- | --------- | --------- | --------- | --------------- | --------------- | --------------- | -------------- | -------------- | -------------- | -------------- | -------------- | -------------- |
| 2008   | STL    | 16     | 16     | 40        | 32        | 8         | 4.0       | 1               | 1               | 0               | 0              | 0              | 0              | 0              | 0              | 0              |
| 2009   | STL    | 16     | 4      | 43        | 33        | 10        | 5.0       | 1               | 0               | 0               | 0              | 0              | 0              | 0              | 0              | 1              |
| 2010   | STL    | 16     | 16     | 29        | 26        | 3         | 8.5       | 3               | 1               | 0               | 0              | 0              | 0              | 0              | 0              | 3              |
| 2011   | STL    | 16     | 16     | 37        | 31        | 6         | 13.0      | 1               | 0               | 0               | 0              | 0              | 0              | 0              | 0              | 2              |
| 2012   | STL    | 16     | 16     | 33        | 25        | 8         | 11.5      | 0               | 0               | 0               | 0              | 0              | 0              | 0              | 0              | 0              |
| 2013   | STL    | 16     | 16     | 40        | 33        | 7         | 8.5       | 1               | 2               | 45              | 0              | 0              | 0              | 0              | 0              | 2              |
| 2014   | STL    | 6      | 6      | 5         | 5         | 0         | 1.0       | 0               | 1               | 0               | 0              | 0              | 0              | 0              | 0              | 0              |
| 2015   | STL    | 12     | 5      | 19        | 9         | 10        | 3.0       | 1               | 0               | 0               | 0              | 0              | 0              | 0              | 0              | 0              |
| 2016   | NE     | 16     | 7      | 35        | 22        | 13        | 4.0       | 1               | 1               | 0               | 0              | 0              | 0              | 0              | 0              | 3              |
| 2017   | PHI    | 16     | 1      | 28        | 20        | 8         | 5.0       | 4               | 0               | 0               | 0              | 0              | 0              | 0              | 0              | 0              |
| 2018   | PHI    | 16     | 0      | 23        | 15        | 8         | 6.5       | 2               | 0               | 0               | 0              | 0              | 0              | 0              | 0              | 0              |
| Career | Career | 162    | 103    | 332       | 251       | 81        | 70        | 15              | 6               | 45              | 0              | 0              | 0              | 0              | 0              | 11             |

Fuente: